# Martijn Oosterwijk
Martijn Oosterwijk (* 9. Juni 1990 in Groningen) ist ein niederländischer Eishockeytorwart, der seit 2019 erneut bei den Heerenveen Flyers unter Vertrag steht und mit ihnen in der belgisch-niederländischen BeNe League spielt.

## Karriere

### Club
Martijn Oosterwijk begann seine Karriere als Eishockeyspieler bei den GIJS Bears Groningen in der zweitklassigen Ersten Division. Mit dem Team aus seiner Geburtsstadt, das sich zwischenzeitlich in Groningen Grizzlies umbenannte, stieg er 2007 in die Ehrendivision auf. Nach einem Jahr in dieser niederländischen Eliteklasse, in der er mit den Grizzlies lediglich den letzten Platz belegen konnte, wechselte er 2008 nach Nordamerika, wo er bei den Juniorenteams Tampa Bay Junior Bolts und Powassan Eagles aktiv war. 2011 kehrte er in die Niederlande zurück und unterschrieb einen Vertrag bei den Friesland Flyers in Heerenveen, mit denen er 2013 den dritten Platz in der Hauptrunde belegte. 2014 wurde er als bester Torhüter der Ehrendivision mit der Gobel-De Bruyn-Trofee ausgezeichnet. 2015 wechselte er zum niederländischen Klub Tilburg Trappers, der seit dieser Spielzeit in der deutschen Oberliga Nord spielt. Mit dem Team aus der Provinz Nordbrabant wurde er 2016 und 2017 deutscher Oberliga-Meister. Nach dem zweiten Oberligatitel wechselte er nach Schweden, wo er zwei Jahre beim Visby-Roma HK in der Hockeyettan spielte. 2019 kehrte er nach Heerenveen zurück, wo er mit den Flyers nunmehr in der belgisch-niederländischen BeNe League spielt, die er mit dem Team 2022 gewinnen konnte.

### Nationalmannschaft
Oosterwijk nahm für die Niederlande bereits an der U18-Weltmeisterschaft 2008 in der Division I und den U20-Weltmeisterschaften 2009, als er nach dem Briten Euan King die zweitbeste Fangquote des Turniers aufwies, und 2010, als er nach dem Litauer Arturas Kuzmicius erneut die zweitbeste Fangquote erreichte, in der Division II teil. 
Im Kader der Herren-Nationalmannschaft stand er erstmals bei der WM 2012, wurde beim Turnier der Division I jedoch nicht eingesetzt. Zu ersten Einsätzen im Oranjeteam kam er dann bei der Olympiaqualifikation für die Spiele in Sotschi 2014, die im November 2012 in Budapest (erste Qualifikationsrunde) und im Februar 2013 in Bietigheim-Bissingen (zweite Qualifikationsrunde) ausgetragen wurden. Nach guten Leistungen dort wurde er auch für die Weltmeisterschaft 2013 nominiert. Dort wurde er zum besten Torhüter der Gruppe B der Division I gewählt. Auch 2014 und 2015 spielte er für die Niederlande in der Division I. Bei der Weltmeisterschaft 2018 trat er in der Division II an und erreichte den Wiederaufstieg in die Division I, wozu er mit dem zweitgeringsten Gegentorschnitt nach seinem Landsmann Ian Meierdres beitrug. Daraufhin spielte er 2019 erneut in der Division I, konnte aber trotz guter Leistungen – er erreichte die drittbeste Fangquote hinter den beiden Rumänen Zoltán Tőke und Patrik Polc – den sofortigen Wiederabstieg der Niederländer nicht verhindern. So spielte er 2022 wiederum in der Division II. Da – auch aufgrund der Leistungen Oosterwijks, der die drittbeste Fangquote hinter dem Sinoamerikaner Paris O’Brien und dem Spanier Ignacio García erreichte – der wiederholte Aufstieg gelang, konnte er bei der Weltmeisterschaft 2023 wieder in der Division I spielen und erreichte dort diesmal den Klassenerhalt. Zudem vertrat er seine Farben bei den Qualifikationsturnieren für die Olympischen Winterspiele in Pyeongchang 2018, in Peking 2022 und in Mailand 2026.

## Erfolge und Auszeichnungen
- 2007 Aufstieg in die Ehrendivision mit den GIJS Bears Groningen
- 2014 Gobel-De Bruyn-Trofee als bester Torhüter der Ehrendivision
- 2016 Deutscher Oberliga-Meister mit den Tilburg Trappers
- 2017 Deutscher Oberliga-Meister mit den Tilburg Trappers
- 2022 Sieger der BeNe League mit den Heerenveen Flyers

### International
- 2013 Bester Torhüter der Weltmeisterschaft der Division I, Gruppe B
- 2018 Aufstieg in die Division I, Gruppe B, bei der Weltmeisterschaft der Division II, Gruppe A
- 2022 Aufstieg in die Division I, Gruppe B, bei der Weltmeisterschaft der Division II, Gruppe A